# François Palau y Quer
François Palau y Quer (1811-1872) est né à Aytona (Lérida) en Espagne, il entre chez les Pères Carmes déchaux sous le nom de Frère François de Jésus-Marie-Joseph. En 1840, lors de la révolution en Espagne, il s'exile en France à Perpignan puis à Montauban. En 1851, il revient dans son pays et reçoit la direction spirituelle du séminaire de Barcelone. Trois ans plus tard, il doit encore s'exiler à Ibiza. En 1860, il fonde à Minorque les Instituts des Sœurs et des Frères du Carmel. À la fois écrivain, journaliste, ermite et fondateur d'ordres religieux, il meurt à Tarragone le 20 mars 1872. Il est béatifié par Jean-Paul II le 24 avril 1988.

## Biographie
François Palau y Quer est né à Aytona, près de Lérida en Espagne, le 29 décembre 1811, de parents de condition modeste. Septième d’une famille de neuf enfants, il reçoit le baptême le jour même de sa naissance. Il est le grand-oncle de sainte Thérèse Jornet e Ibars (1843-1897), fondatrice des Petites Sœurs des personnes âgées abandonnées.
Dès ses études primaires, il est remarqué pour son esprit vif et ses talents exceptionnels, aussi le maître d’école conseille-t-il aux parents de l’orienter vers les études supérieures.
Durant l’été 1828, à l’âge de 17 ans, François entre au Séminaire de Lérida où il entreprend trois années d’études philosophiques et une autre en théologie.
En 1832, il renonce à une bourse d’études et quitte le Séminaire. Quelques mois plus tard, il entre chez les Carmes déchaux à Barcelone où il commence son noviciat le 14 novembre. Il prend le nom de Frère François de Jésus-Marie-Joseph. Il se prépare au sacerdoce et il est ordonné diacre le 22 février 1834.

### Premier exil
Le 25 juillet 1835, la violence éclate à Barcelone et le couvent est assailli par une foule révolutionnaire anticléricale. François, avec d’autres frères, réussit à fuir le couvent livré aux flammes. Malgré le climat de persécution, il est ordonné prêtre le 2 avril 1836, et commence son ministère comme prêtre diocésain sous la juridiction de l’évêque du lieu car il ne peut rentrer dans son couvent. Après une brève période consacrée à l’évangélisation comme missionnaire apostolique dans les diocèses catalans, en 1840, il choisit de s’exiler en France dans le diocèse de Perpignan, puis à Montauban,. Durant ces années, il mène une vie d’oraison, de solitude et de pénitence, y dirige quelques personnes attirées par son renom de sainteté, notamment des espagnols en exil eux aussi. Il rencontre à cette occasion Juana Gracias qui deviendra sa principale collaboratrice dans la fondation de ses instituts carmélitains.

### Second exil
De retour en Espagne en 1851, il s'installe dans le diocèse de Barcelone. Le P. François y fonde l’École de la Vertu, c’est une catéchèse pour adultes, donnée chaque dimanche dans sa paroisse et qui s’étale sur une année, embrassant tout le mystère chrétien et la vie morale. Il consignera par écrit son ouvrage qui sera publié. Mais l'école, accusée d’être impliquée dans des gréves ouvrières organisées à Barcelone est alors violemment supprimée par les autorités militaires en mars 1854. Le père François est condamné à l’exil dans l’île d’Ibiza (Baléares) où il demeure en résidence obligatoire jusqu’en 1860. Ce sont des années d’abandon, de solitude et de nuit obscure de la foi,. Il fait notamment des prières dans les grottes d'Es Vedrà.

### Retour d’exil
Il est libéré de l’exil en juillet 1860 : la reine Isabelle II publie un décret après avoir reçu de sa part un document prouvant de son innocence.
Il va alors déborder d’activités : prédications dans les grandes villes (Barcelone, Madrid, Palma, etc.), missions populaires en Catalogne et aux Baléares.
Il répand la dévotion mariale autour de lui. Au milieu de cette activité, il prend soin de se retirer régulièrement dans les grottes d’El Vedra à Ibiza pour prier.
Considéré comme exorciste en raison de son activité en faveur des malades, des marginaux et de soi-disant possédés qui arrivaient de partout à sa résidence. Il croit fermement à l'influence maléfique du démon. Cette activité lui vaudra beaucoup de critiques et d'accusations. Il développera ses positions dans son journal El Ermitano et entreprendra deux voyages à Rome, notamment à l’époque du Concile Vatican I, pour présenter au Saint-Père et aux Pères du Concile ses positions sur l’exorcisme.
À Calasanz, au début de l’année 1872, il se dévoue auprès des malades atteints par une épidémie de typhus.
Mais il est terrassé par une congestion pulmonaire grave qui l’emporte le 20 mars à Tarragone, entouré de ses fils et de ses filles spirituelles.

### Béatification et fête
Il est béatifié par Jean-Paul II le 24 avril 1988.
Sa fête liturgique est fêtée le 20 mars. Dans l'Ordre du Carmel, le 7 novembre, avec rang de mémoire facultative.

## Le journaliste
Il écrit divers articles dans le journal El Ancora de Barcelone où il traite des activités de l'École de la Vertu : programmes, comptes rendus et autres thèmes. En 1868, il fonde El Ermitano, journal périodique essentiellement religieux (il y traite de l'Église, de la liberté d'expression et d'association dans la société). Il y développe ses théories sur l’exorcisme. Ce journal fut édité de novembre 1868 à juin 1873.

## Le fondateur
En 1860, il donne vie à la Congrégation des Frères de la Charité, Tertiaires de l’Ordre du Carmel, fondée au diocèse de Majorque, mais qui s’éteindra durant la guerre civile espagnole (1936-1939). Puis, il fonde aussi la Congrégation des Carmélites Tertiaires de l’Ordre du Carmel, à Ciutadella de Menorca en 1861, qui se développera ensuite en deux instituts florissants : les carmélites missionnaires et les Carmélites missionnaires thérèsiennes. Ces deux instituts de vie consacrée ont pour mission d'aider, de servir, d'assister à travers le monde les pauvres, les malades, les personnes qui souffrent physiquement ou moralement, les enfants, les jeunes, les vieillards et les familles. Ces deux institutions réalisent pleinement la consigne donnée par leur fondateur: "Harmonie et union entre contemplation et mission… Amour et service de l’Église".

## Postérité
Une Association, destinée aux fidèles laïcs, a été fondée dans les années 1987, en lien avec le Carmel, sous le nom de Carmel Missionnaire Séculier, pour vivre selon la spiritualité de Francisco Palau. Elle compte environ 500 membres et est présente dans 12 pays. Le 20 mars 1996, le Conseil Pontifical pour les Laïcs décrète la reconnaissance de ce Carmelo Misionero Seglar comme association internationale de fidèles de droit pontifical.